# Hegyi hantmadár
A hegyi hantmadár (Myrmecocichla monticola) a madarak osztályának verébalakúak (Passeriformes) rendjéhez és a  légykapófélék (Muscicapidae) családjához tartozó faj.

## Rendszerezése
A fajt Louis Pierre Vieillot francia ornitológus írta le 1818-ben az Oenanthe nembe Oenanthe monticola néven. Egyes szervezetek jelenleg is ide sorolják.

## Alfajai
- Myrmecocichla monticola albipileata (Bocage, 1867)
- Myrmecocichla monticola atmorii (Tristram, 1869)
- Myrmecocichla monticola monticola Vieillot, 1818
- Myrmecocichla monticola nigricauda Traylor, 1961

## Előfordulása
Angola, a Dél-afrikai Köztársaság, Lesotho, Namíbia és Szváziföld területén honos. Elkóborol Botswanába is.
Természetes élőhelyei a szubtrópusi vagy trópusi füves puszták és cserjések, sziklás környezetben, valamint vidéki kertek. Állandó, nem vonuló faj.

## Megjelenése
Testhossza 20 centiméter, testtömege 31-35 gramm. A hím tollazata fekete-fehér, míg a tojón van sötétbarna is.

## Életmódja
Tápláléka bogyókból és rovarokból áll.

## Szaporodása
A fészkét földre, vagy sziklák közé építi. Fészekalja 2–4 fehér tojásból áll.

## Természetvédelmi helyzete
Az elterjedési területe rendkívül nagy, egyedszáma pedig stabil. A Természetvédelmi Világszövetség Vörös listáján nem fenyegetett fajként szerepel.